# Montereymakrill
Montereymakrill (Scomberomorus concolor) är en fiskart som först beskrevs av William Neale Lockington 1879. Den ingår i släktet Scomberomorus och familjen makrillfiskar. Arten förekommer numera bara i Californiaviken i nordvästra Mexiko.

## Beskrivning
Den främre ryggfenan hänger nästan ihop med den bakre. Ryggfenorna har 15 till 18 taggstrålar och 16 till 20 mjukstrålar. Kroppen har blå rygg och silvervita sidor med sneda, blå linjer. Honorna har dessutom två längsrader med bruna fläckar på sidorna. Största konstaterade längd och vikt är 77 cm respektive 3,6 kg.

## Utbredning
Montereymakrillen finns numera endast i de nordligaste två tredjedelarna av Californiaviken, en djup havsvik i nordvästra Mexiko. Viken har fått sitt namn från Baja California, den långsträckta halvö som avgränsar viken åt väster mot Stilla havet. Åtminstone före 1961 fanns arten även i Monterey Bay utanför Kalifornien i USA, men den är numera med stor sannolikhet utdöd där. IUCN klassificerar arten som sårbar; den minskar även i Mexiko, där den fortfarande fiskas industriellt, trots sin status. Inga bevarandeåtgärder har utförts.

## Ekologi
Arten är en stimfisk, som gärna uppehåller sig, även i samband med parning, med släktingen Scomberomorus sierra. Den lever i relativt ytnära vatten, i den epipelagiska zonen, den del av havet dit ljuset fortfarande når (ner till ungefär 200 m i klart vatten). Litet är emellertid känt om artens biologi, och det är möjligt att den uppehåller sig i djupare vatten under sommaren. Under större delen av året vistas den i den centrala delen av Californiaviken, där den lever av kräftdjur, bland annat lysräkor, och sillfiskar. Parningstiden infaller under sen vår och tidig sommar, då den drar sig norrut i Californiaviken.
Maximala åldern har uppskattats till 8 år.